# Uråsa kyrka
 Uråsa kyrka är en kyrkobyggnad i Uråsa i Växjö stift. Den är församlingskyrka i Ingelstads församling.

## Kyrkobyggnaden
Uråsa kyrka är vackert belägen med utsikt över Skyeåns dalgång. Kyrkan som till det yttre har karaktär av en nyklassicistisk kyrkobyggnad har emellertid anor ända tillbaka till 1100 eller 1200-talet. De kyrkor som uppfördes vid denna tid bestod av långhus och, rakslutande kor Jmf. Jäts gamla kyrka och Vederslövs gamla kyrka. Eftersom kyrkan i likhet med övriga mindre småländska kyrkor saknade torn hade kyrkklockorna sin plats i en fristående klockstapel. I Uråsa var klockstapeln belägen på kyrkogårdens västra hörn. 1541 konfiskerade Gustav Vasa nästan allt kyrksilvret. Under 1500-talet och 1600-talet plundrades och brändes kyrkan av danska truppstyrkor.  Men den förödda kyrkobyggnaden lämnades inte i ruin utan återställdes.
Under 1800-talet blev kyrkan radikalt förändrad. År 1835 revs sakristian på norra långsidan och en ny, större fogades till det rakslutande koret i öster. Kyrkan försågs med stora rundbågefönster. En predikstol med uppgång från sakristian byggdes över altaret. 1841 uppfördes tornet och försågs med en tidstypisk lanternin med tornur, krönt av ett kors.  Storklockan från 1200-talet och den 1816 omgjutna lillklockan flyttades från klockstapeln till tornet.
1842 dekorerade Carl Strömberg, Karlshamn, korväggen med perspektivmålningar utförda i grisailleteknik. Nischernas motiv utgörs av Tron och Hoppet. I gavelfälten syns bilder av Lagen och Evangeliet. 1899-1900 försåg dekorationsmålaren Edvard Berg, Stockholm, innertaketstunnvalv med målade kassetter efter antika förebilder.
1941 togs den tidigare altarpredikstolen bort och ersattes av en ny predikstol vid kyrkorummets norra sida. Bortsett från bänkarna vid sidan av altaret som togs bort, behölls bänkinredningen från 1600-talet. 

## Inventarier[1]
- Altartavlan är en modern relief, utförd i marmor av glaskonstnären Simon Gate. Den är innesluten  i en perspektivmålning, utförd av Carl Strömberg 1842.
- Altare med skiva i Gustamarmor 1941.
- Halvcirkelformad altarring med balusterdockor.

- Tavla av Hans Brachwagen 1717.
- Glaskronan sägs vara ett krigsbyte från det 30-åriga kriget i Tyskland.
- Den stora malmkronan är gjuten 1778 i Karlshamn.
- Förgylld ängel (Basunängel) blåsande i basun på södra sidan i kortaket.

- Bänkinredningen tillkom efter den sista danska härjningen 1658.
- Orgelläktare med bilder av apostlar och evangelister utförda av Carl Strömberg.

- Kyrkan äger en av Smålands äldsta kyrkklockor, från 1200-talet. Den sprack 1989 och förvaras numera i vapenhuset. Den ersattes av en ny klocka.

## Bildgalleri

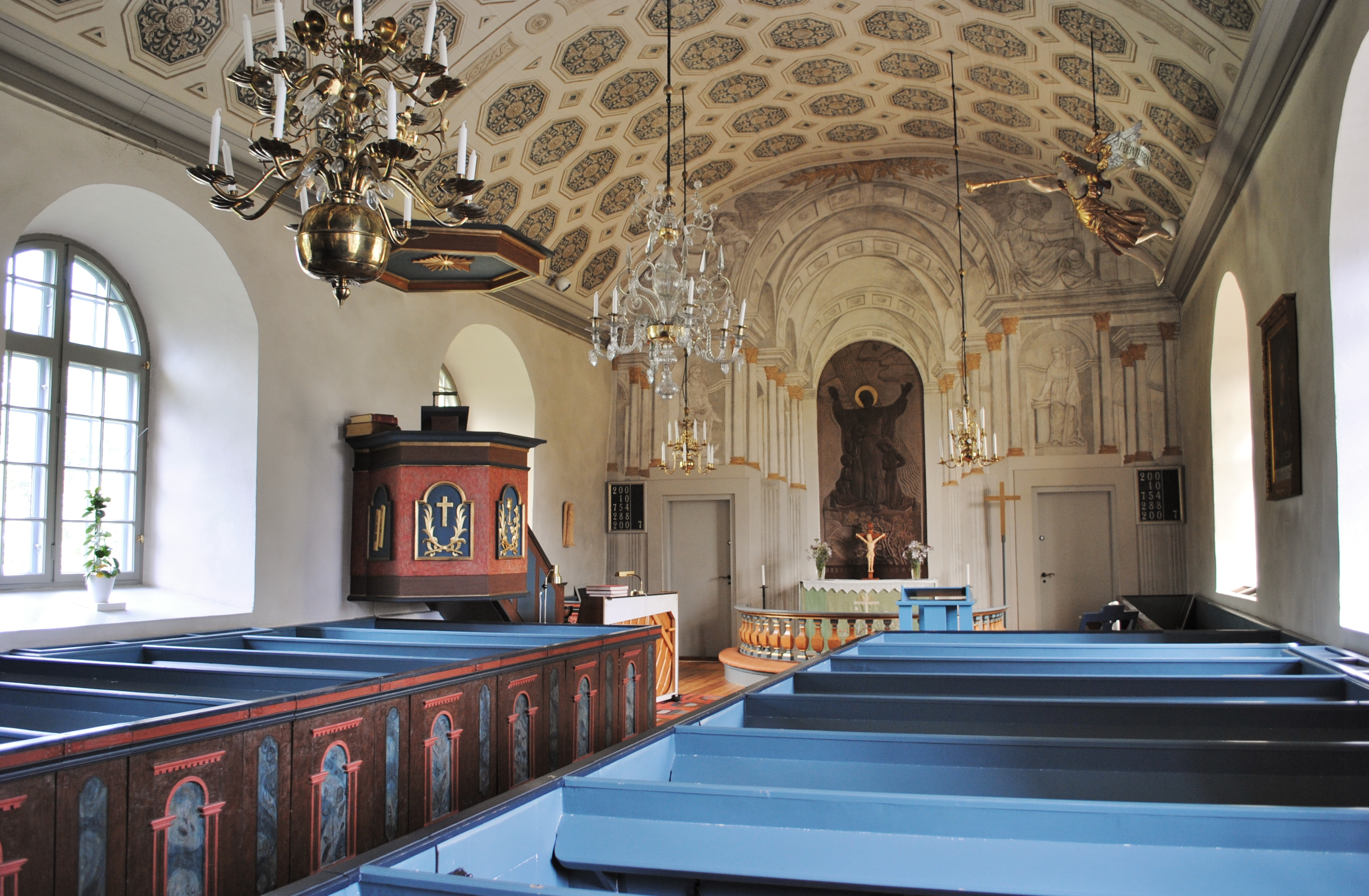
Interiör mot öster.
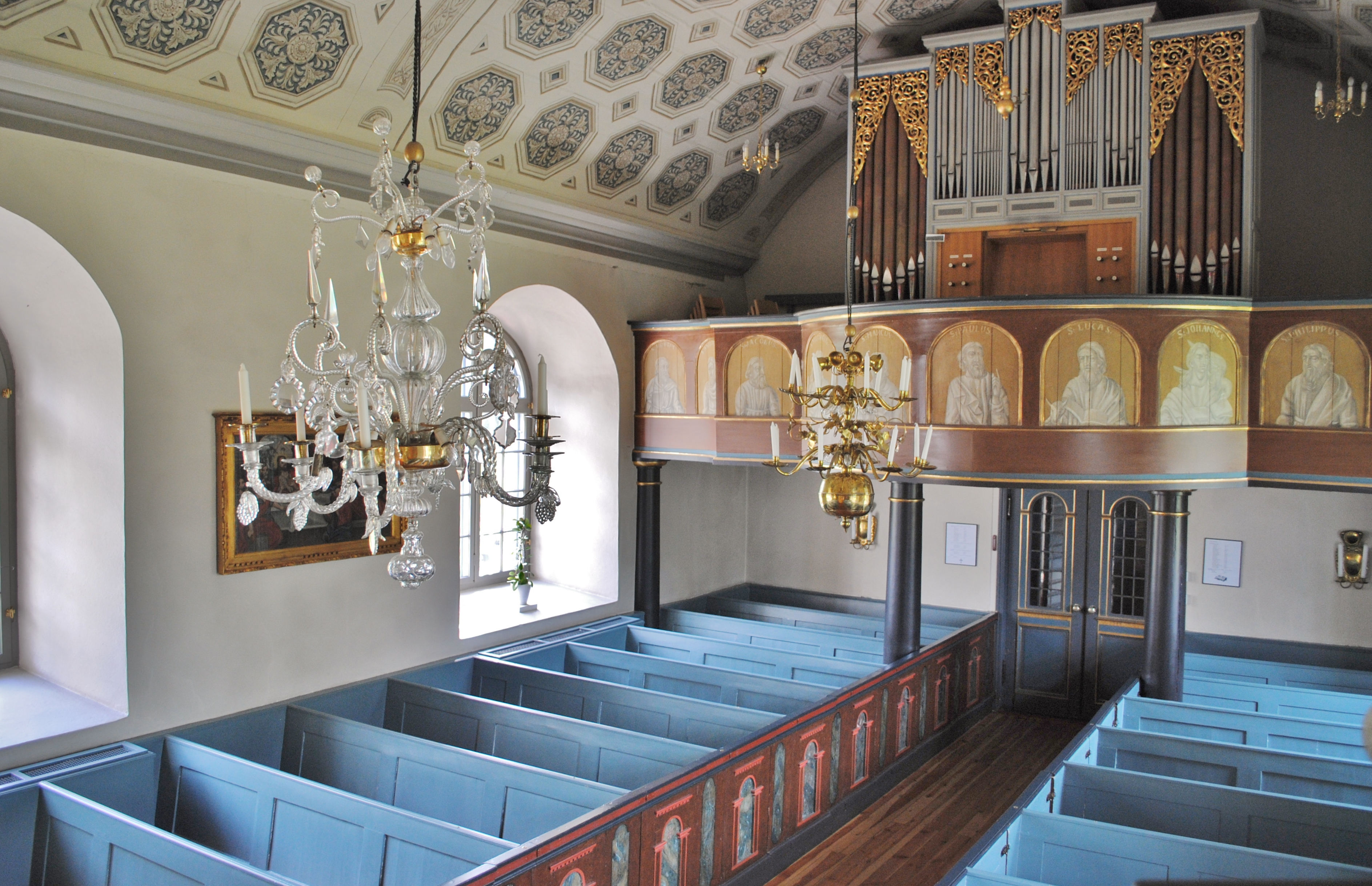
Kyrkorummet med orgelläktaren.
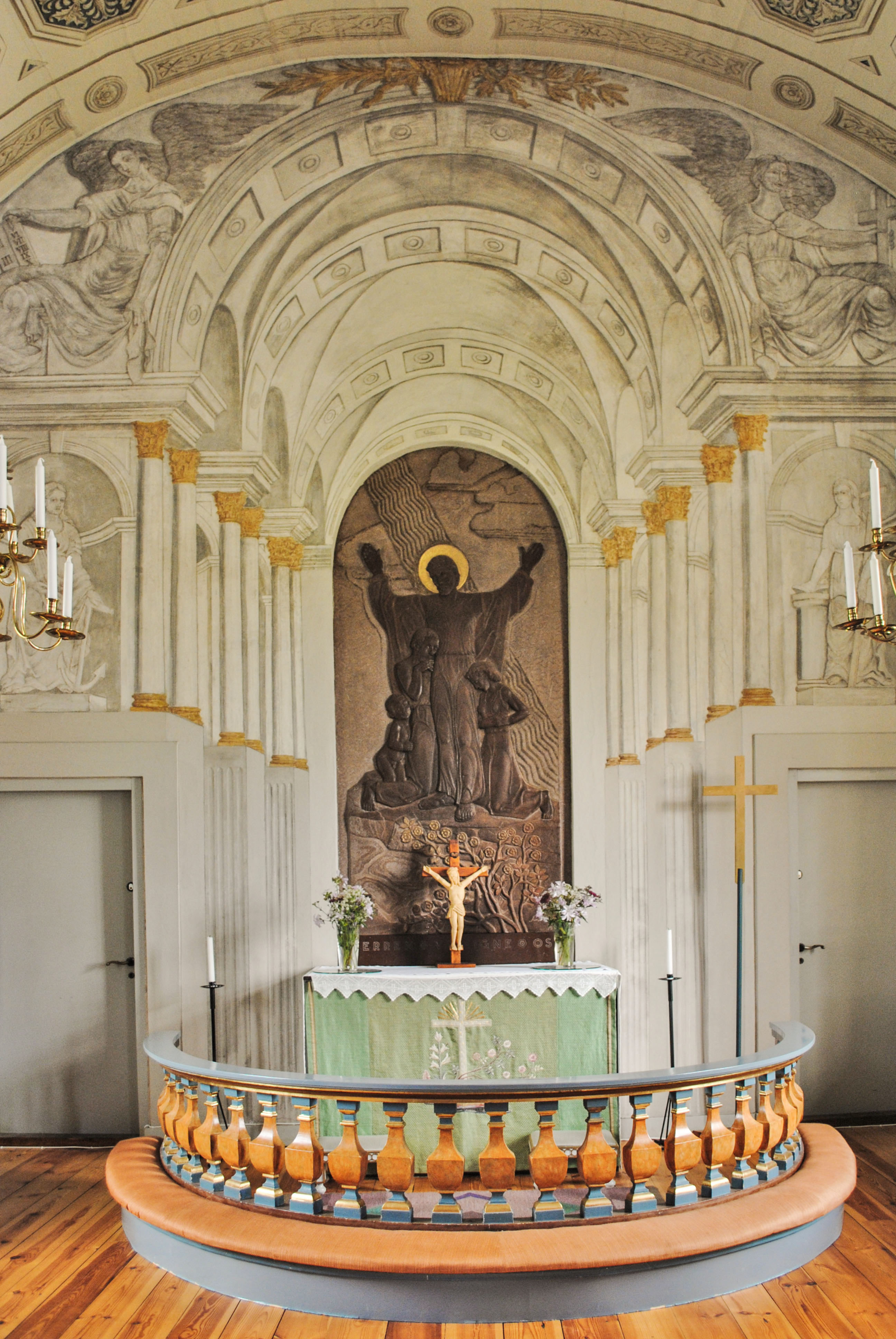
Koret med Carl Strömbergs perspektivmålningar.
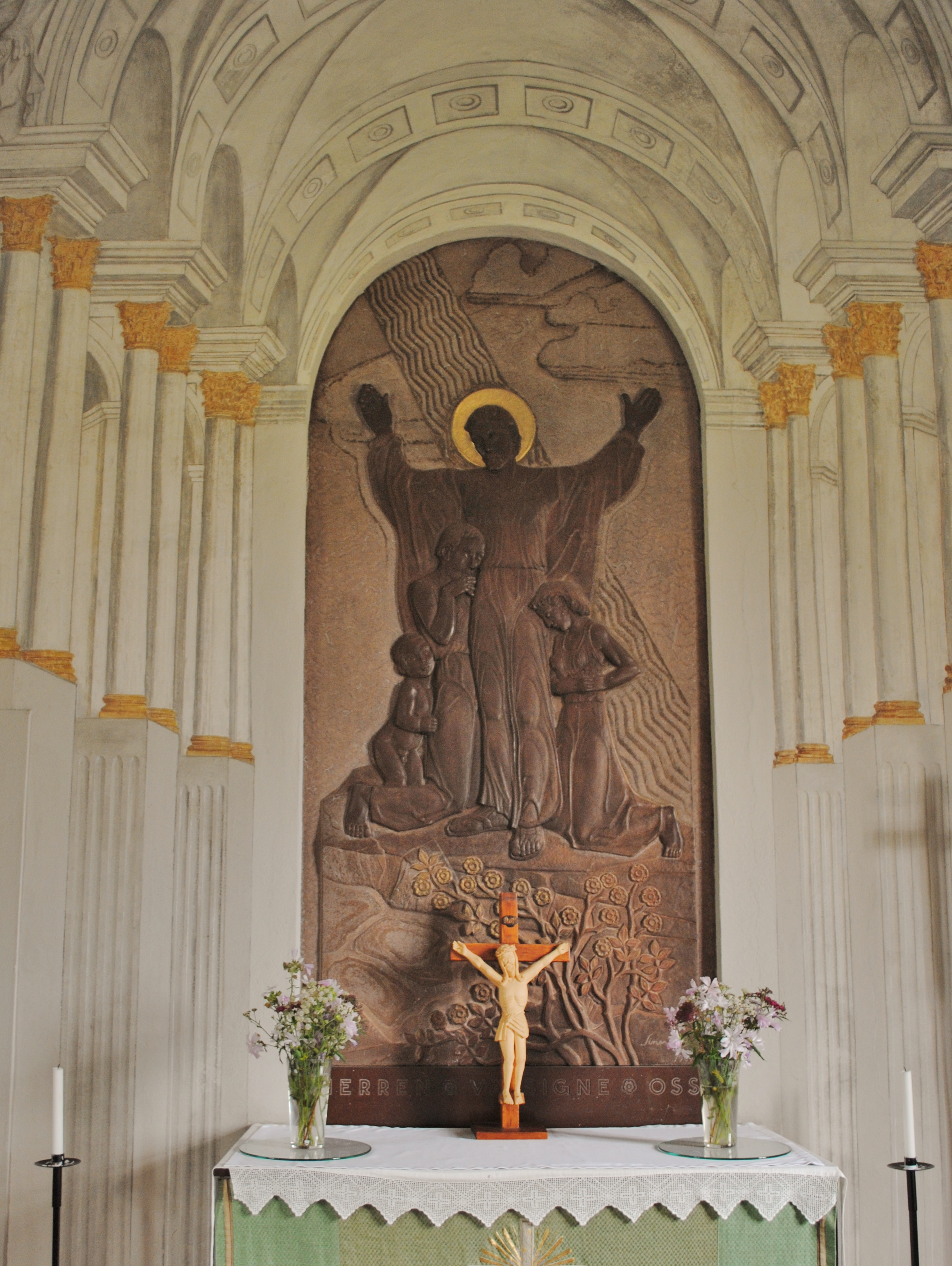
Simon Gates relief i marmor från 1941.
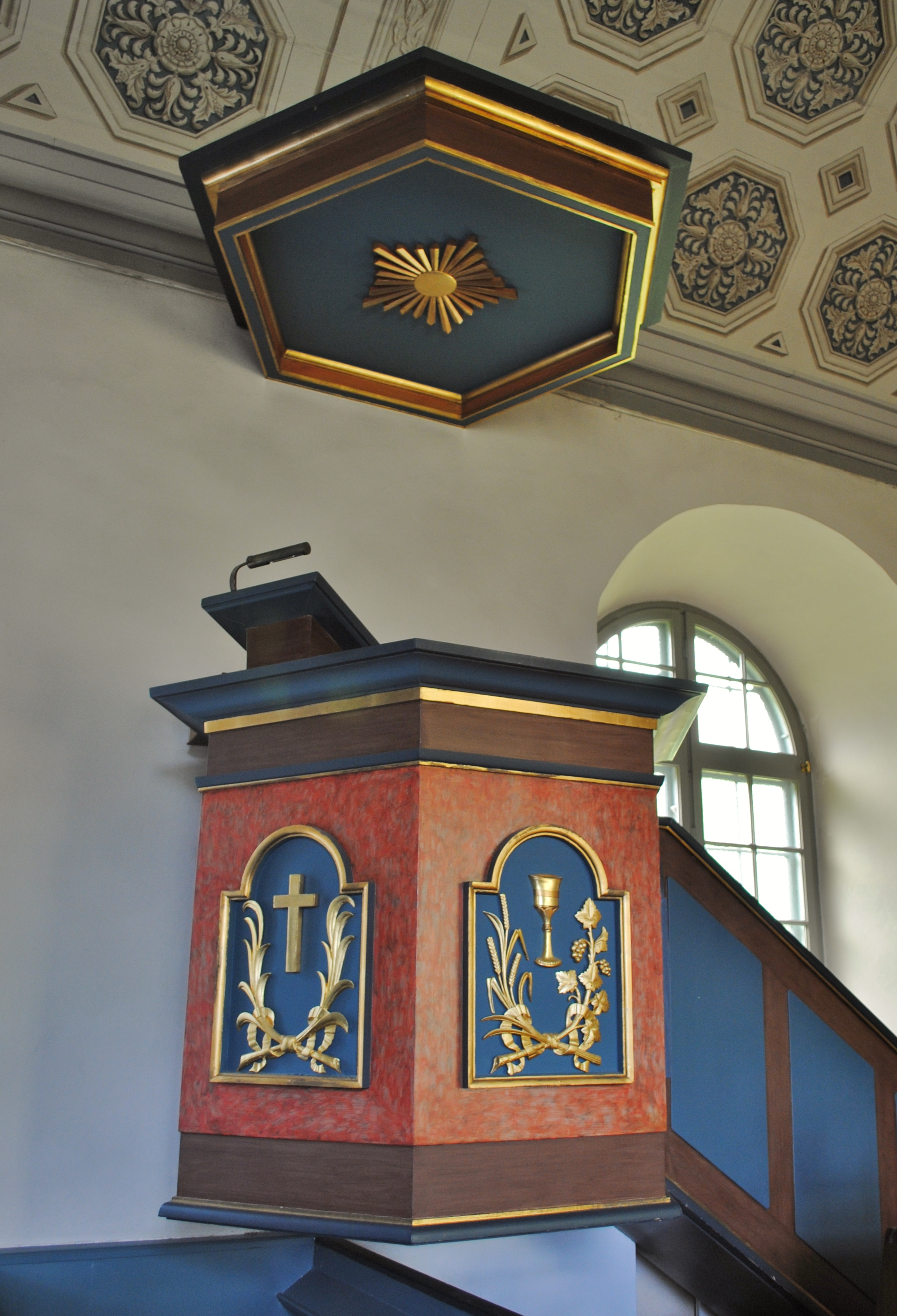
Predikstolen.
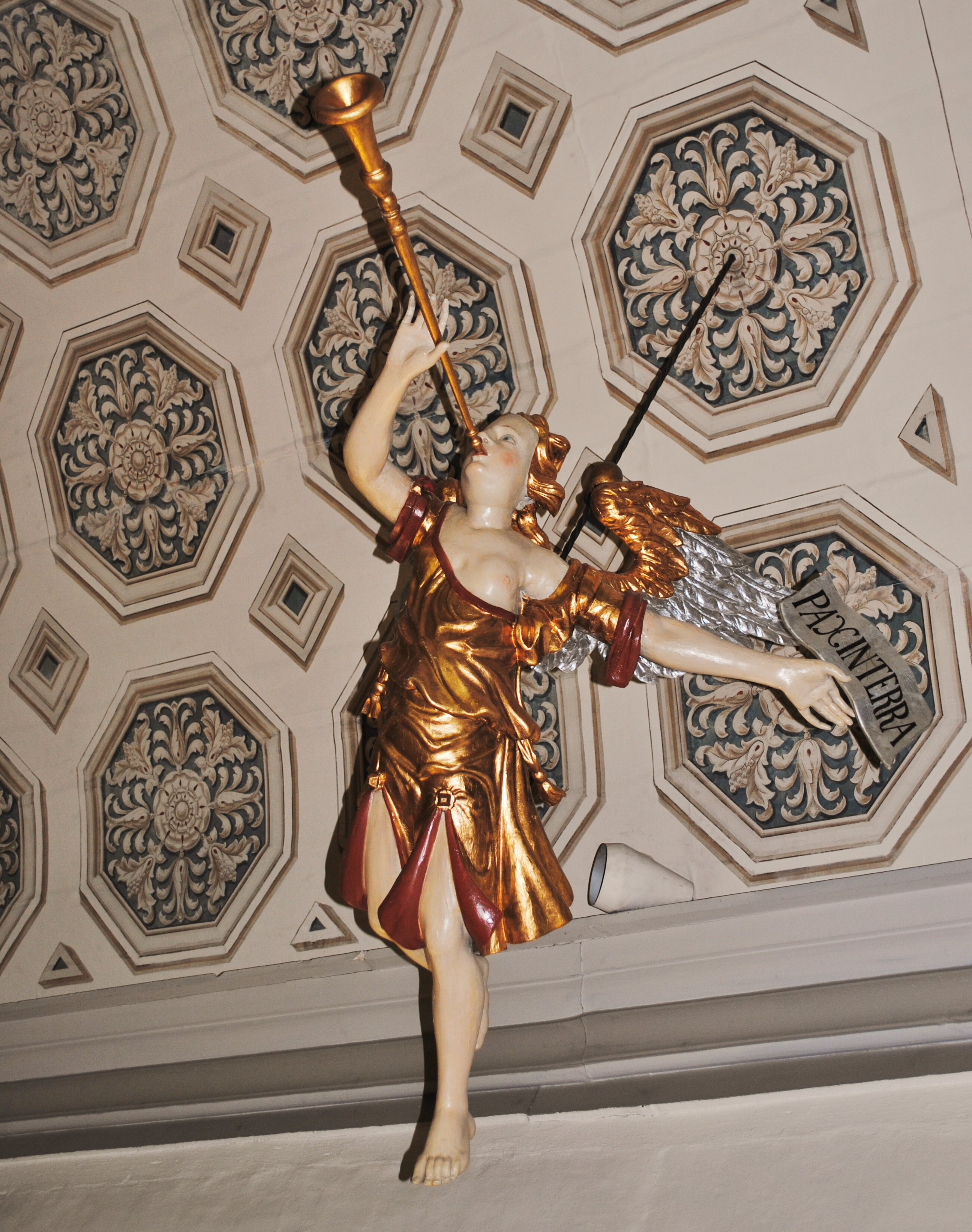
Den förgyllda basunängeln.
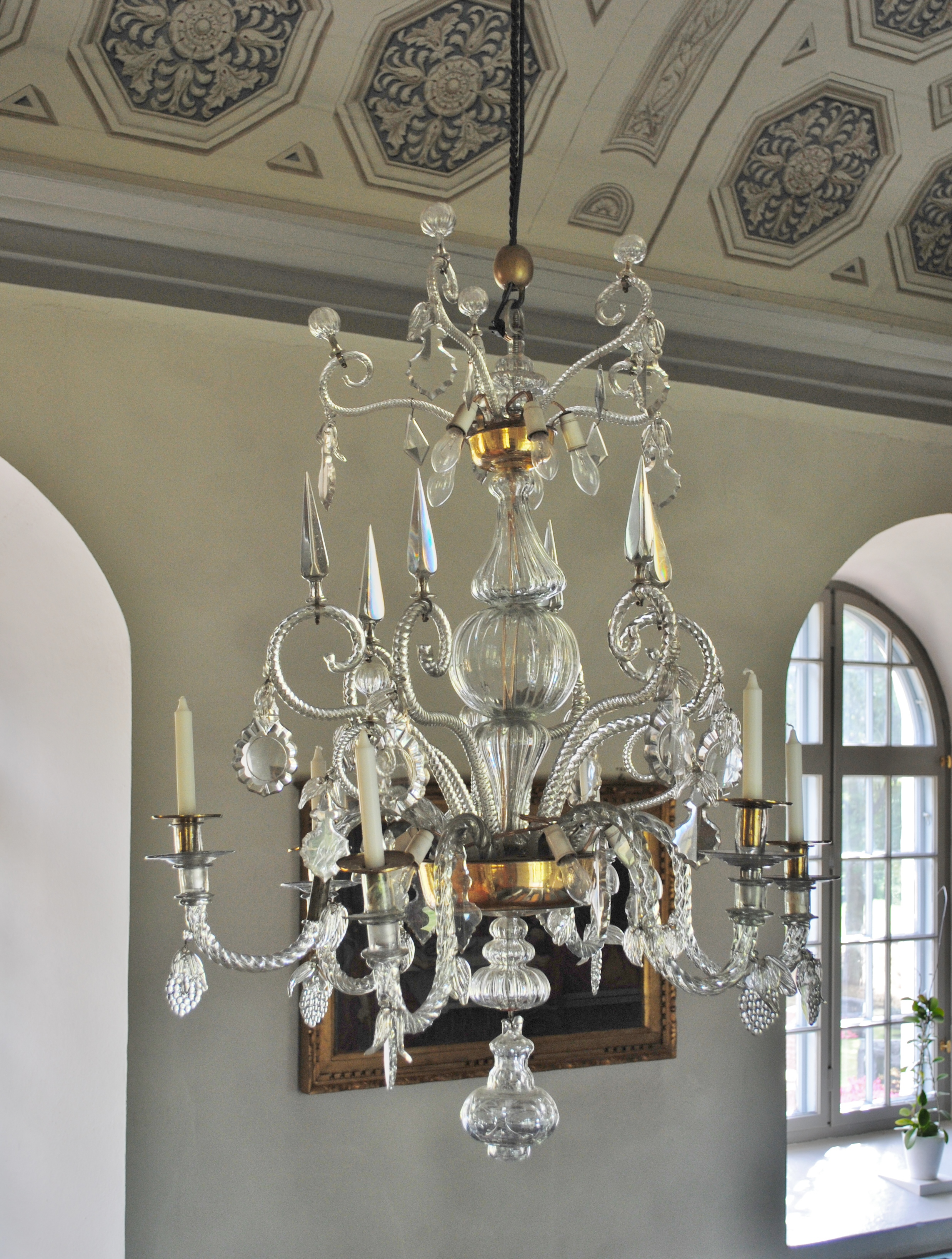
Ljuskrona av glas som anses vara krigsbyte från 30-åriga kriget.
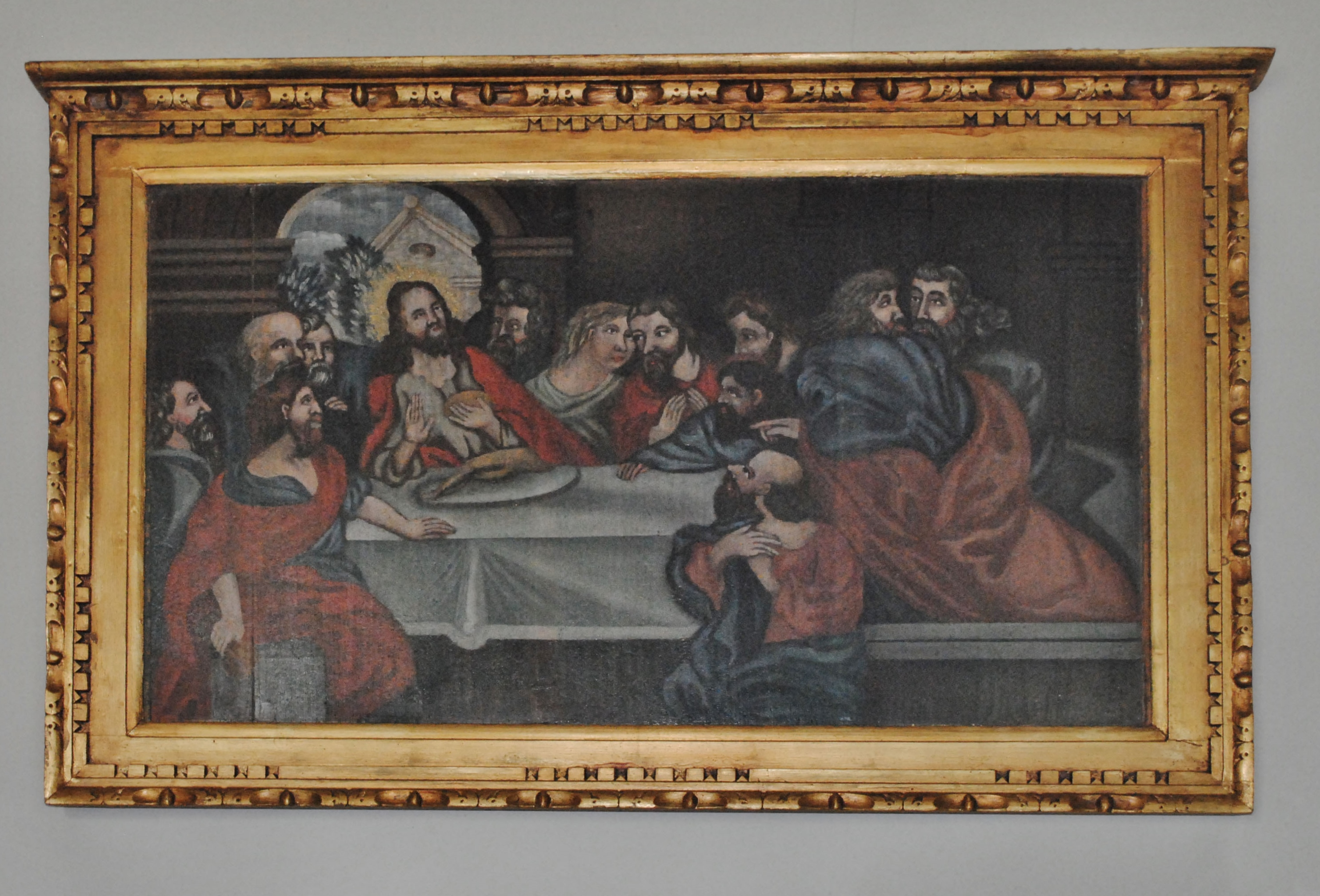
Nattvardens instiftelse, utförd av Hans Brachhwagen 1717.

## Orgeln

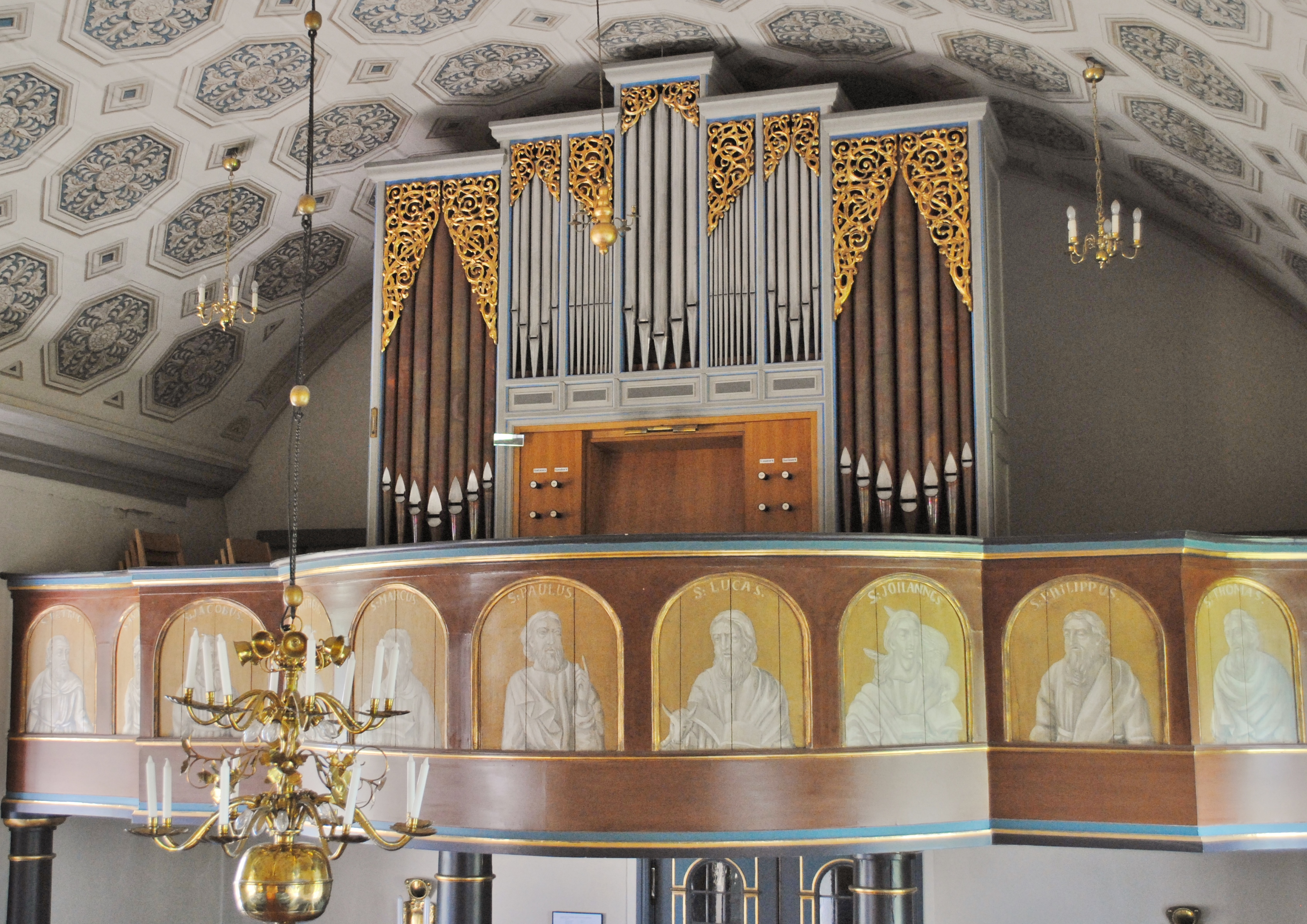
Läktarorgeln

- 1857 flyttades en Cahmanorgel till kyrkan från Virestads kyrka. Den var byggd 1690 av Hans Henrich Cahman med 8 stämmor.
- 1873 byggdes en ny orgel med 16 stämmor av Carl August Johansson, Hovmantorp.
- 1894 flyttades Cahmanorgeln till Smålands museum i Växjö.
- 1894 byggde ett nytt orgelverk med 7,5 stämmor av Carl Elfström, Ljungby. Den såldes 1955 till Skogslyckans kyrka, Växjö.
- 1955 Den nuvarande orgeln är byggd av Frederiksborg Orgelbyggeri. Orgeln är mekanisk.

| Manual I      | ManualII          | Pedal      | Koppel |
| Gedackt 8´    | Rörflöjt 8´       | Subbas 16´ | I/P    |
| Principal 4´  | Flöjt 4´          | Oktava 8´  | II/P   |
| Waldflöjt 2'  | Principal 2´      |            | II/I   |
| Mixtur 3 chor | Nasat 1 1/3'      |            |        |
|               | Krumhornsregal 8' |            |        |